# 叶之芳
叶之芳（？- ？），字茂长，号雪樵子，别号大浮山人，直隶常州府无锡（今江苏省无锡市）人，明朝诗人，著有《雪樵集》，曾为诗社“青溪社”成员。
与同时代诗人安绍芳合称为“诗坛二芳”。明末文学家王世贞与之友好，并曾作诗记录二人小酌之事。歐大任亦曾在诗中提及与叶之芳交流。